# Venango (Nebraska)
Venango é uma vila localizada no estado americano de Nebraska, no Condado de Perkins.

## Demografia
Segundo o censo americano de 2000, a sua população era de 175 habitantes.
Em 2006, foi estimada uma população de 158, um decréscimo de 17 (-9.7%).

## Geografia
De acordo com o United States Census Bureau, a localidade tem uma área de 0,6 km², sem área coberta por água.

## Localidades na vizinhança
O diagrama seguinte representa as localidades num raio de 36 km ao redor de Venango.